# جيمس يستفال
جيمس يستفال (بالإنجليزية: James Westphal)‏ (و. 1930 – 2004 م) هو فيزيائي، وعالم فلك، وعالم، وأستاذ جامعي من الولايات المتحدة الأمريكية . ولد في دوبوك . وكان عضواً في الأكاديمية الأمريكية للفنون والعلوم .
توفي عن عمر يناهز 74 عاماً.

## التعليم
تعلم في جامعة تلسا

## مناصب وهيئات
أدار معهد كاليفورنيا للتقنية.

## جوائز
حصل على جوائز منها:
- زمالة ماك آرثر.